# Кармона, Джон Хайро
Джон Ха́йро Кармо́на Ри́ос (исп. Jhon Jairo Carmona Rios; 5 июля 1958 в Медельине) — колумбийский футболист, выступавший на позиции защитника в 1970—1990-е годы.

## Биография
Джон Хайро Кармона на профессиональном уровне дебютировал в 1977 году в составе «Кристаль Кальдаса» (ныне — «Онсе Кальдас»). Выступал за команду из Манисалеса до 1981 года (когда команда называлась «Варта Кальдас»), после чего в 1980-е годы защищал цвета «Индепендьенте Медельина» и «Санта-Фе».
В 1989 году Кармона перешёл в «Атлетико Насьональ» и помог своей команде впервые в истории колумбийского футбола завоевать Кубок Либертадорес. В ходе победной кампании сыграл всего в трёх матчах, но две игры пришлись на финальное противостояние против парагвайской «Олимпии». В первом матче Кармона заменил Леона Вилью, а в ответной игре вышел в стартовом составе и провёл всю встречу.
Отыграв за «Атлетико Насьональ» ещё два года и став чемпионом Колумбии в 1991 году, Джон Хайро Кармона завершил карьеру футболиста.
На протяжении многих лет работал с молодёжью и в качестве помощника главного тренера в разных командах. В 1994 году в этом качестве выиграл с «Атлетико Насьоналем» чемпионат Колумбии, а в 1998 году завоевал Кубок Мерконорте. В апреле 1995 года исполнял обязанности главного тренера «зелёных». В 1998—1999 годах работал в «Парме» по рекомендации нападающего итальянской команды Фаустино Асприльи, с которым Кармона играл в «Атлетико Насьонале» в 1990—1991 годах.
В 1999—2000 годах работал помощником Хавьера Альвареса в сборной Колумбии. В 2009 году в качестве помощника Альвареса стал чемпионом Колумбии с «Онсе Кальдасом».
Младший брат Джона, Хорхе Кармона (1969—2005), также был профессиональным футболистом, выступал за «Индепендьенте Медельин» и «Атлетико Насьональ». Был убит неизвестными преступниками в ночь на 13 октября 2005 года.

## Титулы и достижения
В качестве игрока
- Чемпион Колумбии (1): 1991
- Обладатель Кубка Либертадорес (1): 1989
- Обладатель Межамериканского кубка (1): 1989

В качестве помощника главного тренера
- Чемпион Колумбии (2): 1994, Апертура 2009
- Обладатель Кубка Мерконорте (1): 1998